# Fujitsu FM 77 Level 2
Fujitsu FM 77 Level 2 (FM 77 Level 2) је кућни рачунар фирме Фуџицу (Fujitsu) који је почео да се производи у Јапану током nown. године.
Користио је Motorola 68B09 микропроцесорску јединицу са опционом Z80 картицом а RAM меморија рачунара је имала капацитет од 64 KB (највише 256 KB). 
Као оперативни систем кориштен је FBasic V.3.0. - OS9 Lev.1.

## Детаљни подаци
Детаљнији подаци о рачунару FM 77 Level 2 су дати у табели испод.
|                       |                                                             |
| [ 1 ]                 |                                                             |
| Произвођач            | Фуџицу                                                      |
| Тип                   | кућни рачунар                                               |
| Меморија              | 64 (највише 256 KB)                                         |
| Поријекло             | Јапан                                                       |
| Година                |                                                             |
| Тастатура             | Тастатура са пуним помаком тастера са нумеричком тастатуром |
| Процесор              | + опциона картица                                           |
| Фреквенција процесора | непознато                                                   |
| RAM                   | 64 (највише 256 KB)                                         |
| ROM                   | непознато                                                   |
| Текст                 | 80 x 25                                                     |
| Графика               | 640 x 200 / 640 x 400                                       |
| Боја                  | непознато                                                   |
| Звук                  | Yamaha FM звук                                              |
| Димензије             | 380x357x110                                                 |
| Портови               |                                                             |
| Оперативни систем     |                                                             |